# Diabetes-Management-Software

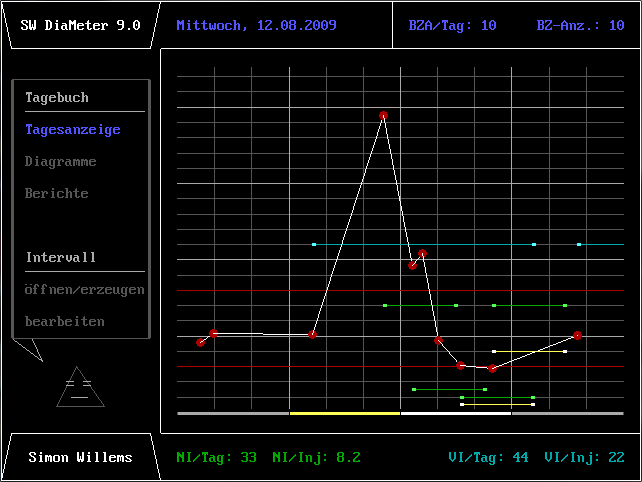
Tagesanzeigendiagramm (Blutzucker, Insulin, BE) von SW DiaMeter V.9.0

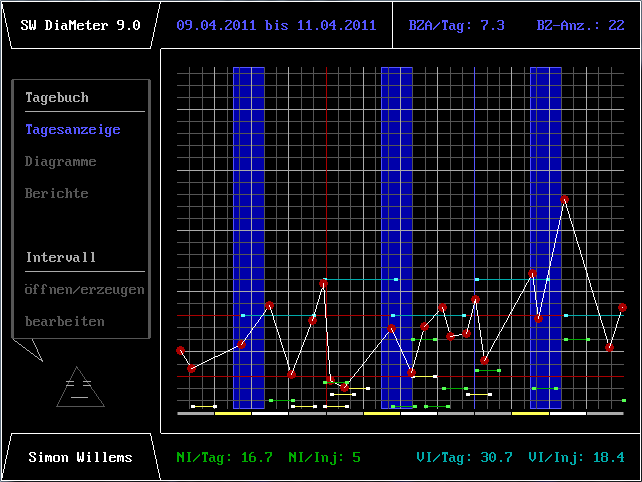
Tagesanzeigendiagramm (Blutzucker, Insulin, BE (3 Tage) (Der blaue Bereich zeigt 9 bis 14 Uhr)) von SW DiaMeter V.9.0

Als Diabetiker-Software, Diabetes-Management-Software oder Diabetiker-Tagebuch-Software wird eine Anwendungssoftware bezeichnet, welche Daten von an Diabetes mellitus erkrankten Menschen erfassen und auswerten kann.
Die meisten Anwendungsprogramme für Diabetiker wurden für den Desktop-Rechner unter Microsoft Windows entwickelt, darüber hinaus gibt es integrierte Diabetiker-Software und Software für PDAs bzw. Smartphones/Tablets.

## Eigenschaften
Diabetiker-Software ist grundsätzlich Datenbanksoftware, da neben dem eigentlichen Blutzuckerwert eine Vielzahl von Daten gespeichert werden müssen. Dabei handelt es sich z. B. um Angaben wie die Tageszeit der Messung, den Zeitpunkt der letzten Mahlzeit und die zugeführte Nahrungsenergie, die Insulinmenge, aber auch andere, den Blutzuckerwert beeinflussende Faktoren wie Belastungen z. B. durch körperliche Aktivität oder Krankheit  und Stress. Angaben zu BE-Faktoren oder Grenzwertmarkierungen für die angestrebten Blutzuckerwerte und die Errechnung von Durchschnittswerten sind ebenso möglich. Bei Mehrbenutzer-fähiger Diabetiker-Software können entsprechend Entitätstypen „Benutzer“ hinzukommen.
Jede Diabetiker-Software bietet dem Benutzer eine unterschiedlich gestaltete grafische Benutzeroberfläche. Die Anforderungen an die Software sind hoch. Da insulinbehandelte Diabetiker das Programm in der Regel mehrmals am Tag verwenden, müssen die am häufigsten verwendeten Funktionen schnell erreichbar und übersichtlich angeordnet sein.

## Aufgaben
Kernpunkt der Aufgaben einer Diabetiker-Software ist die elektronische Verwaltung der gespeicherten Daten. In der Verknüpfung der verschiedenen Einträge und in der Vergleichsermittlung über bestimmte Zeiträume liegen die entscheidenden Funktionsvorteile gegenüber einem konventionell geführten Tagebuch.
Zu den Auswertungen zählen das Bestimmen von Blutzuckerdurchschnittswerten, Insulinmengen, Häufigkeiten bestimmter Werte in bestimmten Grenzbereichen und BE-Mengenbestimmungen. Dies geschieht mittels Diagrammen, Statistiken und Zusammenfassungen von Einträgen, um anhand von Verlaufsdiagrammen die Analyse von Zusammenhängen zu ermöglichen.
Möglich sind darüber hinaus auch mathematische Berechnungen wie beispielsweise die Übertragung von Einheiten wie Kohlenhydrate in Broteinheiten oder Blutzucker (in den Einheiten mg/dl, mmol oder HbA1c) ebenso wie Berechnungen der Bolus-IE-Menge (diese kann z. B. durch Angabe von Broteinheiten und dem Blutzuckerwert mit Hilfe angegebener BE und Korrekturfaktoren bestimmt werden). Die Rechnungen sind nicht zwangsläufig gesondert anwendbar, sie können z. B. im Tagebuch integriert sein.

### Verbindungsmöglichkeiten
Viele Produkte sind in der Lage, Blutzuckerwerte aus verschiedenen Blutzuckermessgeräten einzulesen, indem das Messgerät mit dem Computer, auf dem sich die Diabetiker-Software befindet, verbunden wird. Bei Diabetiker-Software für PDAs oder Smartphones gibt es meist die Möglichkeit, das Gerät mit einem PC zu synchronisieren, um die jeweiligen Tagebücher zu ergänzen. In der Regel können die entsprechenden Daten auch ausgedruckt werden.

### Mehrbenutzerfähigkeit
Die meisten neuen Diabetes-Management-Anwendungen bieten mehreren Benutzern ihre Funktionen an. Damit wird die Software zum einen für mehrere Personen an einem Rechner zugänglich, zum anderen kann das Mehrbenutzersystem in der Anwendung auch für mehrere Profile verwendet werden. Dieses System macht Diabetiker-Software auch für Kliniken und Praxen interessant.

### Online-Verfügbarkeit
Die Mehrheit der Diabetes-Management-Software speichert ihre Daten primär auf der Festplatte ab. Es gibt jedoch auch Software, die ihre Daten im Internet abspeichert. Der Vorteil des Online-Tagebuchs ist, dass es von vielen Rechnern aus, die in der Lage sind eine Verbindung zum Internet herzustellen, bearbeitet und eingesehen werden kann.
Bei vielen Diabetiker-Tagebuch-Anwendungen, welche ihren Speicherort auf einem Server im Netz haben, befindet sich auch die Benutzeroberfläche im Internet. Je nach Programmaufbau braucht die Online-Software möglicherweise mehr Zeit für das Entgegennehmen von Angaben oder das Einsehen/Auswerten des Tagebuchs.

### Integration in ein telemedizinisches System
Seit einigen Jahren gibt es Diabetes-Management-Produkte, die es ermöglichen, in einem geschlossenen telemedizinischen System den Blutzuckerwert mit einem Blutzuckermessgerät zu messen und über eine Handysoftware an eine gesicherte Online-Datenbank weiterzuleiten. Hierzu werden die gemessenen Werte über die Handysoftware oder einen Home-Gateway erfasst und an die Datenbank weitergegeben. So ist es z. B. möglich bei bestimmten Werten eine Alarm-SMS zu senden. Über die Handysoftware oder das Home-Gateway können zusätzliche Parameter wie z. B. Medikation, Mahlzeiten, Aktivitäten und Krankheiten eingeben werden, welche dann auch in die statistische Auswertung der gesicherten Datenbank einfließen.

### Kosten
In der Regel muss Diabetiker-Software gekauft werden, insbesondere mehrbenutzerfähige Programme für Arztpraxen. Es gibt jedoch auch Diabetiker-Software als Freeware-Produkt, sie ist also kostenlos im Bezug auf die finanziellen Ausgaben für die dauerhafte Verwendung der Software. Es gibt Hersteller, die ihre Software als Shareware bereitstellen.